# 신석기 블루스
"신석기 블루스"는 2004년에 개봉한 대한민국의 코미디 영화이다.

## 캐스팅

### 주요 인물
- 이성재 : 신석기 B 역
- 김현주 : 서진영 역
- 이종혁 : 신석기 A 역

### 그외 인물
- 김창완 : 나인철 변호사 역
- 신이 : 미스 장 역
- 김인태 : 염 회장 역
- 남포동 : 번영회장 역
- 옥지영 : 오동미 역
- 정주환 : 안 변호사 역
- 김연주 : 염혜진 역
- 성기윤 : 선술 / 화공 / 악기점 역
- 정해균 : 옆집 남자 역
- 김지성 : 옆집 여자 역
- 이승호 : 재판장 1 역
- 남정희 : 나봉자 역
- 김기천 : 집주인 역
- 김승희 : 다방 레지 1 역
- 원애리 : 다방 레지 2 역
- 최진호 : 째즈 카페 매니저 역
- 임미정 : 째즈 밴드 역
- 이석호 : 판사 1 역
- 김재신 : 판사 2 역
- 김경란 : 아줌마 1 역
- 김추월 : 아줌마 2 역
- 남희주 : 아줌마 3 역
- 이종국 : 노의사 역
- 허정규 : 의사 1 역
- 안차용 : 의사 2 역
- 이석민 : 의사 3 역
- 정민성 : 의사 4 역
- 허남일 : 의사 5 역
- 이정성 : 의사 6 역
- 이경진 : 간호사 1 역
- 이민아 : 간호사 2 역
- 박제노 : 간호사 3 역
- 정보훈 : 원무과 직원 역
- 안장훈 : 택시 기사 역
- 박민경 : 팔등신 미녀 역
- 장서이 : 어린 석기 A 엄마 역
- 조상우 : 어린 석기 A 역
- 장하린 : 소영 역

### 우정출연
- 김청 : 진영 모 역
- 최란 : 박 실장 역

### 특별출연
- 버블시스터즈
- 문천식 : 포장마차 사내 1 역
- 장재영 : 포장마차 사내 2 역

## 스태프
- 감독 : 김도혁
- 조감독 : 정만재
- 연출부 : 허정환, 가연숙, 김신성
- 스크립터 : 이순혜
- 각본 : 김도혁, 정성훈
- 촬영 : 문용식
- 조명 : 남진아
- 프로듀서 : 황지우
- 라인프로듀서 : 정대훈
- 투자총괄 : 정태성
- 제작부장 : 원현재
- 제작부 : 정재원, 손정기, 진명연, 윤현용, 최효준, 고태정
- 제작 : 한성구
- 제작회계 : 최연주
- 제작투자 : 김우택
- 투자기획 : 마상준
- 동시녹음 : 임동석
- 음악 : 조성우
- 미술팀장 : 홍주희
- 미술 : 이종필
- 미술효과 : 우제형
- 특수효과 : 김태용
- 분장·헤어 : 류희원
- 분장·헤어팀 : 장진정
- 의상 : 안지현
- 편집 : 남나영
- 자문 : 강은경

## 이모저모
- 김현주(극중 서진영 역)이 출연한 드라마인 SBS 유리구두의 첫 번째 제목이었던 <신석기시대>와 거의 비슷했는 데 여기서 김현주가 맡은 여주인공 이름이 신석기였다.[1]
- 그러나, 고인돌이 연상된다는 탓인지 찰스 월터스 감독의 미국 영화 <유리구두(국내 개봉 당시 제목)(미국 개봉 당시 제목 : The Glass Slipper)>에서 제목을 따온 <유리구두>로 선택했는 데 제목 변경에 대해 이 작품의 제작진은 "유리구두는 보기에는 좋지만 신으면 아프다. 그래서 곧바로 벗게 되는 데 재벌가의 손녀가 될 수 있음에도 그 자리를 벗어 던지고 자신의 힘으로 세상을 살아가려는 여주인공의 의지를 담아낸 것"이라고 말했으며 이 과정에서 김현주가 분한 여주인공 배역명이 김윤희로 변경됐다.